# Møllegrund
Møllegrund är en sandrevel i Danmark. Den ligger cirka 2 km nordväst om ön Endelave i Horsens kommun Region Mittjylland. Närmaste större samhälle är Juelsminde, 15 km sydväst om Møllegrund.
Møllegrund  är en del av Natura 2000-området Horsens Fjord, havet öst om Endelave. 